# Francisco Sousa
Francisco David Sousa Franquelo (Málaga, 3 de febrero de 1980) es un exjugador español de fútbol. Se desempeñaba en la posición de centrocampista y su último equipo fue el Xerez.

## Trayectoria
Se inició como futbolistas en las categorías inferiores del Real Madrid aunque nunca llegó a jugar con el primer equipo. En el año 2002 fue traspasado al Real Valladolid donde estuvo cuatro temporadas, jugando 102 partidos y metiendo 10 tantos. En el verano de 2006 el Getafe Club de Fútbol se hizo con sus servicios. Tras dos temporadas defendiendo al conjunto azulón, Sousa fue cedido al Rayo Vallecano hasta el 30 de julio de 2009. 
Posteriormente pasó dos años en el Albacete Balompié. Posteriormente fichó por el Nea Salamis Famagusta de Fútbol equipo perteneciente a la liga CYTA Championship de la República de Chipre realizando una temporada aceptable. Su último equipo fue el CD Xerez, en el cual se retiró de las canchas, pero no del fútbol , pasando a formar parte del personal de dicho club.
- Real Madrid "C" (1997-1999)
- Real Madrid "B" (1998-2002)
- Valladolid (2002-2006)
- Getafe (2006-2008)
- Rayo Vallecano (2008-2009)
- Albacete (2009-2011)
- Nea Salamis Famagusta de Fútbol (2011-2013)
- Xerez (2013-2014)